# Physalacria aggregata
Physalacria aggregata är en svampart som beskrevs av G.W. Martin & A.C. Baker 1941. Physalacria aggregata ingår i släktet Physalacria och familjen Physalacriaceae.   Inga underarter finns listade i Catalogue of Life.